# Streator
Streator è un comune degli Stati Uniti d'America, situato nell'Illinois, nella contea di LaSalle e in parte nella contea di Livingston.